# Fânațele montane Todirescu
Fânațele montane Todirescu alcătuiesc o arie protejată de interes național ce corespunde categoriei a IV-a IUCN (rezervație naturală de tip floristic) situată în județul Suceava, pe teritoriul administrativ al orașului Câmpulung Moldovenesc.

## Localizare
Aria naturală se află pe versantul sud-estic al Munților Rarău, în partea sud-vestică a pădurii Slătioarei, în partea central-vestică a județului Suceava.

## Descriere
Rezervația naturală întinsă pe 44,30 hectare a fost declarată arie protejată prin Legea Nr.5 din 6 martie 2000 (privind aprobarea Planului de amenajare a teritoriului național - Secțiunea a III-a - zone protejate) și reprezintă o zonă montană (păduri, fânețe, văi) pentru protejarea unor specii de plante din flora spontană.